# Bogumiła Hromiak-Paprzycka
Bogumiła Hromiak-Paprzycka (ur. 8 października 1944 w Poznaniu) – polska działaczka samorządowa, leśnik i przedsiębiorca, w latach 1981–1982 prezydent Piły.

## Życiorys
Absolwentka V Liceum Ogólnokształcącego w Poznaniu (1963) i Wydziału Leśnego Akademii Rolniczej w Poznaniu (1968). Do 1981 zajmowała stanowisko wiceprezydenta, a w latach 1981–1982 prezydenta Piły. W stanie wojennym przyłapana przez patrol MO na nielegalnym przewozie choinek prywatnym autem, za co została odwołana z funkcji prezydenta Piły.
W III RP zajęła się prowadzeniem własnej działalności gospodarczej jako właścicielka przedsiębiorstwa szkoleniowego, została też członkiem organów nadzoru różnych organizacji. Zajmowała stanowisko doradcy wojewody wielkopolskiego Andrzeja Nowakowskiego, a od 2003 do 2006 kierowała pilską delegaturą Agencji Nieruchomości Rolnych. Była wiceprzewodniczącą wielkopolskich struktur Sojuszu Lewicy Demokratycznej (również w latach 2003–2006), stała też na czele struktur tej partii w powiecie pilskim. Bez powodzenia kandydowała do Sejmu w 2001.
W kadencji 1998–2002 był radną powiatu pilskiego, w 2002 nie uzyskała reelekcji. W kadencji 2006–2010 zasiadała w sejmiku wielkopolskim. W 2010, gdy nie umieszczono jej ponownie na liście w tym samym okręgu, przeniosła się wówczas do oddziału SLD w powiecie czarnkowsko-trzcianeckim i w tamtejszym okręgu bez powodzenia ubiegała się o reelekcję Jest żoną o 30 lat młodszego dziennikarza Marka Paprzyckiego.

## Odznaczenia
Odznaczona Krzyżem Kawalerskim Orderu Odrodzenia Polski za wybitne zasługi w działalności na rzecz społeczności lokalnej (2005).